# Таллийнеодим
Таллийнеодим — бинарное неорганическое соединение, интерметаллид неодима и таллия с формулой NdTl, кристаллы.

## Получение
- Сплавление стехиометрических количеств чистых веществ:

{\displaystyle {\mathsf {Nd+Tl\ {\xrightarrow {1280^{o}C}}\ NdTl}}}

## Физические свойства
Таллийнеодим образует кристаллы кубической сингонии, пространственная группа P m3m, параметры ячейки a = 0,3844 нм, Z = 1, структура типа хлорида цезия CsCl.
Соединение конгруэнтно плавится при температуре 1280 °C.